# Charaxes marica
Charaxes marica är en fjärilsart som beskrevs av Fabricius 1793. Charaxes marica ingår i släktet Charaxes och familjen praktfjärilar. Inga underarter finns listade i Catalogue of Life.